# Ernst Kozlicek
Ernst Kozlicek (Vienna, 27 gennaio 1931 – 16 agosto 2023) è stato un calciatore austriaco, di ruolo difensore.